# Горуни (Констанца)
Горуни (рум. Goruni) насеље је у Румунији у округу Констанца у општини Липница. Oпштина се налази на надморској висини од 94 m.

## Становништво
Према подацима из 2002. године у насељу је живело 148 становника, од којих су сви румунске националности.